# Dysschema fulva
Dysschema fulva là một loài bướm đêm thuộc phân họ Arctiinae, họ Erebidae.